# Arboriticus petropolis
Espèce
Arboriticus petropolis est une espèce d'araignées mygalomorphes de la famille des Theraphosidae.

## Distribution
Cette espèce est endémique de l'État de Rio de Janeiro au Brésil,. Elle se rencontre vers Petrópolis.

## Description
La carapace du mâle holotype mesure 11,25 mm de long sur 10,37 mm et l'abdomen 11,13 mm de long sur 6,71 mm.

## Systématique et taxinomie
Cette espèce a été décrite par Borges et Bertani en 2025.

## Étymologie
Son nom d'espèce lui a été donné en référence au lieu de sa découverte, Petrópolis.

## Publication originale
- Borges, Abegg, Paladini & Bertani, 2025 : « A new genus and five new species of arboreal tarantulas (Araneae: Theraphosidae) from Brazil. » Zootaxa, no 5679(4), p. 521-551.